# 숙부인
숙부인(淑夫人)은 조선 시대 정3품에 해당하는 관직인 통정대부(通政大夫), 절충장군(折衝將軍), 명선대부(明善大夫), 봉순대부(奉順大夫) 이상의 품계를 역임한 당상관(堂上官)의 아내에게 주던 작위(爵位)이다. 이 봉작 작위는 내명부 관등 등급상 정부인(貞夫人)의 아래, 숙인(淑人)의 위에 해당한다.